# Aubigny (Deux-Sèvres)
Aubigny – miejscowość i gmina we Francji, w regionie Nowa Akwitania, w departamencie Deux-Sèvres.
Według danych na rok 1990 gminę zamieszkiwały 162 osoby, a gęstość zaludnienia wynosiła 14 osób/km² (wśród 1467 gmin regionu Poitou-Charentes Aubigny plasuje się na 833. miejscu pod względem liczby ludności, natomiast pod względem powierzchni na miejscu 751.).